# Châu Thụ Tư
Châu Thụ Tư (tiếng Trung: 周受资; bính âm: Zhōu Shòuzī, tiếng Anh: Shou Zi Chew; sinh ngày 1 tháng 1 năm 1983) là một doanh nhân người Singapore. Hiện ông là giám đốc điều hành (CEO) của TikTok kể từ năm 2021. Ông từng giữ vị trí Giám đốc Xiaomi, ByteDance. Trong thời kỳ còn là sinh viên của Trường Kinh doanh Harvard, ông từng là một nhân viên thực tập tại Facebook.

## Xuất thân và giáo dục
Chu sinh ngày 1 tháng 1 năm 1983 tại Singapore. Cha ông làm việc trong ngành xây dựng, còn mẹ ông là nhân viên kế toán. Sau khi tốt nghiệp ở Học viện Hoa Trung, Châu đã phải đi nghĩa vụ và trở thành một hạ sĩ trong Quân đội Singapore.
Sau khi hoàn tất nghĩa vụ quân sự, Chu đã tiếp tục theo học tại Đại học College London và tốt nghiệp vào năm 2006 với bằng Cử nhân Kinh tế. Đến năm 2010, ông hoàn thành chương trình Thạc sĩ Quản trị kinh doanh tại Trường Kinh doanh Harvard. Trong quãng thời gian đó, ông đã từng thực tập tại Facebook.

## Sự nghiệp
Sau khi tốt nghiệp Đại học College London vào năm 2006, Chu đã làm việc tại Goldman Sachs Luân Đôn trong hai năm với tư cách là nhân viên ngân hàng trước khi trở thành nhân viên cho công ty đầu tư mạo hiểm DST Global. Trong lúc tại DST Global, ông đã dẫn dắt một nhóm các nhà đầu tư vào ByteDance vào năm 2013. Đến năm 2015, Chu trở thành giám đốc tài chính và sau đó trở thành chủ tịch kinh doanh quốc tế cho hãng điện thoại thông minh Xiaomi từ năm 2019.
Đến tháng 3 năm 2021, Chu đã trở thành giám đốc tài chính cho ByteDance. Sau đó, ông đã thay thế Giám đốc điều hành TikTok Kevin A. Mayer, người đã rời bỏ công ty con của ByteDance sau 3 tháng làm việc. Vào tháng 3 năm 2023, Chu đã phải điều trần công khai trước Quốc hội Hoa Kỳ nhằm nỗ lực cản trở việc nền tảng TikTok bị cấm tại Hoa Kỳ.

## Đời tư
Chu đã kết hôn với một người Mỹ gốc Đài Loan có tên Vivian Kao. Cả hai đã gặp nhau vào năm 2008 khi còn là sinh viên của Trường Kinh doanh Harvard. Đến nay, cả hai đã có với nhau 2 đứa con 8 và 6 tuổi. Trong phiên điều trần vào năm 2023, ông Chu đã khẳng định các con của mình không được dùng TikTok vì tại Singapore nền tảng này không dành cho trẻ em dưới 13 tuổi.
Ông có sở thích chơi golf và đọc sách về vật lý khi rảnh rỗi. Dù điều hành ứng dụng mạng xã hội nhưng cuộc sống của ông được cho là khá kín tiếng.